# (25388) 1999 UG4
1999 يو جي 4 (ويعرف أيضًا باسم (25388) 1999 يو جي 4 وفق تسمية الكوكب الصغير) (بالإنجليزية: 1999 UG4)‏ هو كويكب ضمن حزام الكويكبات؛ وترتيبه 25388 من حيث الاكتشاف.
اكتُشف هذا الجُرم الفلكي بواسطة James M. Roe ‏ في 31 أكتوبر 1999.

## وصلات خارجية
- (25388) 1999 UG4 في قاعدة بيانات مختبر الدفع النفاث لأجرام النظام الشمسي الصغيرة

- الاكتشاف · مخطط المدار ·  العناصر المدارية · المعلمات المادية

- (25388) 1999 UG4 على موقع ويكي سكاي: DSS2, SDSS, GALEX, IRAS, Hydrogen α, X-Ray, Astrophoto, Sky Map, Articles and images